# Lineaire versneller

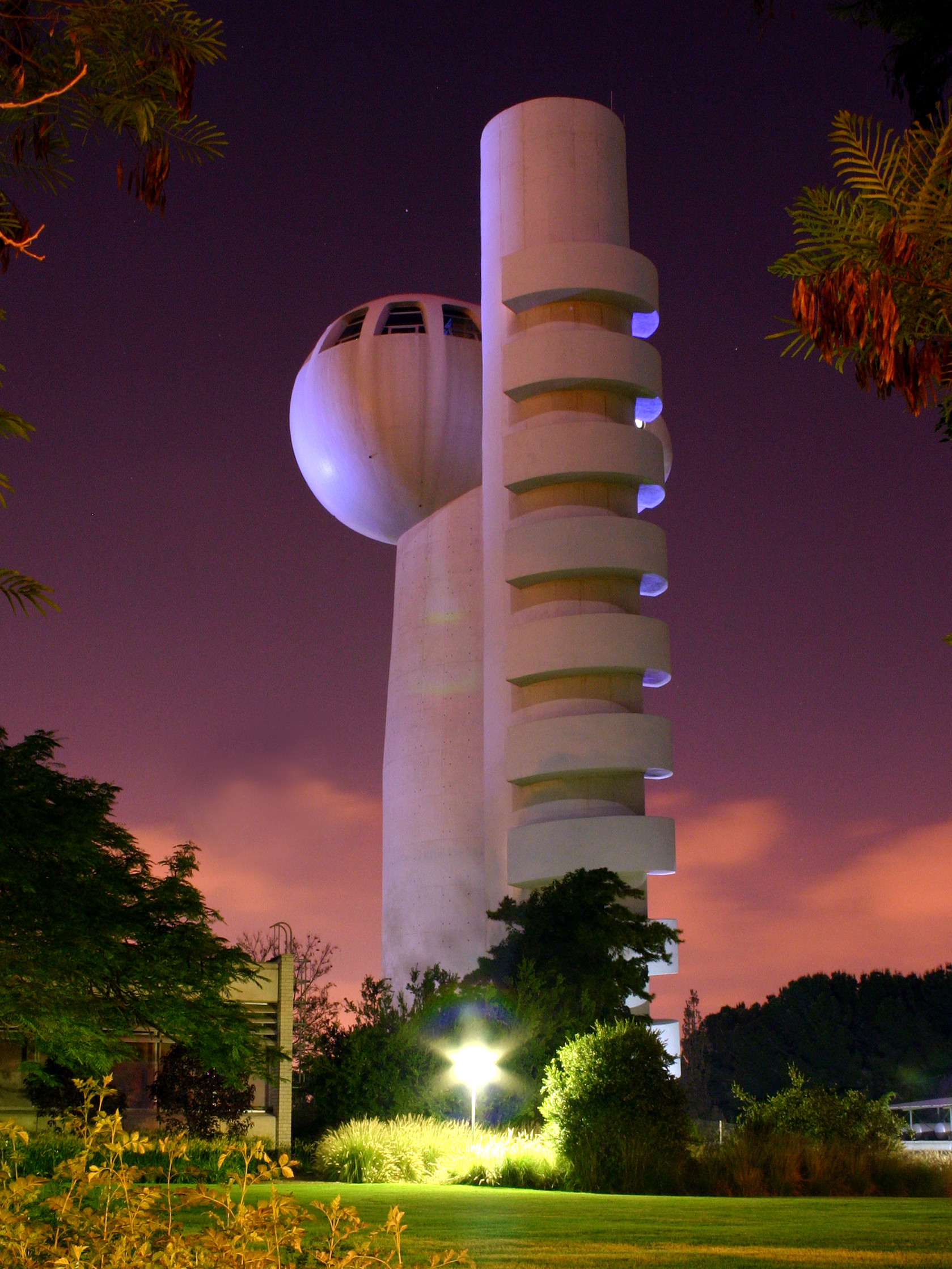
De Koffler Accelator, een lineaire deeltjesversneller op het Weizmann-instituut in Rehovot (Israël)

Een lineaire versneller is een lijnvormige deeltjesversneller. De elementaire deeltjes of ionen die in een dergelijk apparaat worden versneld, bewegen zich in een rechte lijn. Dit in tegenstelling tot een cyclotron, waar de deeltjes in een cirkelvormige baan bewegen.

## Werking
Er zijn verschillende typen lineaire versnellers. Elektrostatische versnellers maken gebruik van een statisch (constant) elektrisch veld om geladen deeltjes te versnellen. Een voorbeeld hiervan is het pelletron. De energie die hiermee aan de deeltjes kan worden gegeven is echter beperkt door het maximaal haalbare potentiaalverschil, dat meestal niet meer dan enkele megavolt kan bedragen vanwege de benodigde elektrische isolatie. Men kan ook van elektromagnetische velden gebruikmaken. Dan zijn hogere energieën haalbaar. Doordat er niet, zoals bij cirkelvormige versnellers, een energieverlies optreedt ten gevolge van synchrotronstraling, zijn in principe ook nog eens hogere energieën haalbaar dan met een synchrotron. Wel zijn dan tamelijk lange versnellers nodig. Voorbeelden van dergelijke lineaire versnellers zijn de versneller van het Stanford Linear Accelerator Center (3,2 km lang) en de nog in de ontwerpfase verkerende International Linear Collider (30-50 km lang).
Men kan daarnaast onderscheid maken tussen versnellers die een bundel deeltjes op een statisch doelwit afschieten, en versnellers waarbij twee deeltjesbundels onderling botsen.

## Toepassingen
Er zijn lineaire versnellers die op zichzelf worden gebruikt voor wetenschappelijk onderzoek. Het kan dan gaan om deeltjesfysica, maar met name kleinere versnellers (zoals pelletrons) worden ook gebruikt voor toegepast onderzoek zoals in de kernchemie. Verder worden (kleine) lineaire versnellers vaak gebruikt voor de injectie van deeltjes in een cyclotron.
Daarnaast vindt men lineaire versnellers ook als bron voor radiotherapie ('bestraling') in ziekenhuizen. De versneller produceert dan elektronen met een energie van enkele MeV, die op een trefplaat worden afgeschoten, waarbij hoogenergetische fotonen (röntgenstraling) worden gevormd. Die röntgenstraling wordt dan op de tumor gericht.